# Louise Fredriksson
Louise Fredriksson, född 27 augusti 1980 i Vänersborg, är en svensk före detta friidrottare (medeldistanslöpare) som tävlade för klubben IF Göta. Hon vann SM-guld på 800 meter år 2005 (utomhus) och 2006 (inomhus).

## Personliga rekord
| Utomhus - 400 meter – 56,24 - 400 meter – 56,42 (Västerås 1 augusti 2004) - 800 meter – 2:05,33 (Göteborg 5 september 2004) - 800 meter – 2:06,34 (Helsingborg 20 augusti 2005) - 1 500 meter – 4:34,45 (Neerpelt, Belgien 31 maj 2008) | Inomhus - 400 meter – 57,24 (Sätra 1 mars 2003) - 800 meter – 2:09,01 (Sätra 26 februari 2006) |